# Tim O’Dwyer
Timothy „Tim“ O’Dwyer (* 1971 in Melbourne) ist ein australischer Jazz- und Improvisationsmusiker (Saxophone, Bassklarinette, Komposition), der derzeit die School of Contemporary Music am Lasalle College of the Arts in Singapur leitet.

## Wirken
O’Dwyer wurde am Victorian College of the Arts zum Jazzmusiker ausgebildet und schloss 1993 mit einem BA in Musik ab. 1995/96 setzte er sein Studium mit einem Stipendium des Australian Council for the Arts fort und studierte bei dem Komponisten Richard Barrett in Amsterdam und bei Evan Parker in London. 2013 promovierte er an der Queensland University of Technology mit einer auf dem Ansatz von Gilles Deleuze aufbauenden Analyse eigener Kompositionen.
Mitte der 1990er Jahre schloss sich O’Dwyer in Melbourne der Underground-Punk-Jazz-Band Bucketrider an, die vier Alben veröffentlichte und viele Konzerte gab, auch gemeinsam mit Zena Geva bzw. Sonic Youth. Seit 1994 war er zudem Mitglied des klassischen Musikensembles Elison, mit dem er weltweit tourte, und führte neue Werke von Liza Lim, John Rogers, Richard Barrett, Chaya Chernowin, Volker Heyn und Maurizio Pisati auf. Des Weiteren wirkte er bei The Ugly Sisters mit und trat mit Ren Walter's Tip (mit Niko Schäuble, Chris Bekker und Stuart Campbell) beim ersten Wangaratta Jazz Festival auf und spielte bei Spiderbait auf deren erster EP und ihrem 1992 veröffentlichten Debütalbum.
2004 gründete er sein Tim O’Dwyer Trio mit Darren Moore (Schlagzeug) und Clayton Thomas (Bass), mit der er international auf Tourneen war (etwa 2010 beim Montreux Jazz Festival und in Japan) und zwei Alben veröffentlichte. Als Komponist und Improvisationsmusiker arbeitete er zudem mit Künstlern wie George E. Lewis, Peter Wiegold, Otomo Yoshihide, Uchihashi Kazuhisa, KK Null, Chikako Morishita, Georg Wissel, Axel Dörner, Robin Fox, John Butcher, Jim Denley, Jon Rose und Newton Armstrong. Als Jazzmusiker trat er mit Musikern wie Andrea Keller, Bobby Previte, Odean Pope, Eric Boeren, Michael Vatcher, Wilbert de Joode, Paul Grabowsky, Tony Buck, Chris Abrahams oder Mike Nock auf. 2015 realisierte er mit dem Australian Art Orchestra und dem Komponisten Erik Griswold die Produktion Water Pushes Sand.
O’Dwyer lebt seit 2004 in Singapur und ist dort als Lehrer am Lasalle College of the Arts tätig. Seit 2009 leitet er dort die School of Contemporary Music.

## Diskographische Hinweise
- Solo Sax Show (Vox Australis 1999)
- Multiple Repeat (molecular music projects 2002)
- Hysteresis (Ujikaji Records 2015)
- The Fold (Köln Project) (Leo Records 2016, mit Carl Ludwig Hübsch, Bassem Hawar, Carl Rosman, Saad Thamir)[4]
- Tim O’Dwyer Trio: Mirror Lake (Lao Ban 2020)
- Walter Thompson / Tim O’Dwyer: Volume I-III(2024)